# David Albahari
David Albahari (em cirílico sérvio: Давид Албахари, pronounciado [dǎv̞id albaxǎːriː]; 15 de março de 1948 – Belgrado, 30 de julho de 2023) foi um escritor sérvio, residente em Calgary, Alberta, Canadá. Albahari escreveu principalmente romances e contos na língua sérvia. Ele também foi um tradutor do inglês para o sérvio. Ele foi membro da Academia Sérvia de Ciências e Artes e graduado pela Universidade de Belgrado.

## Biografia
Nascido em Peć, na antiga região iugoslava de Kosovo, de uma família sefardita, Albahari publicou a primeira coleção de contos Porodično vreme (Hora da Família) em 1973. Ele se tornou mais conhecido por um público mais amplo em 1982 com o volume Opis smrti (Descrição da Morte) pelo qual recebeu o prêmio Ivo Andrić. Em 1991 ele se tornou o presidente da Federação das Comunas Judaicas da Iugoslávia, e trabalhou na evacuação da população judaica de Saravejo que se encontrava cercada. Em 1994, mudou-se com a família para Calgary, na província canadense de Alberta, onde ainda vive. Ele continua a escrever e publicar na língua sérvia.
No final dos anos 1980, Albahari iniciou a primeira petição formal para legalizar a maconha na Iugoslávia.
Albahari morreu em 30 de julho de 2023, aos 75 anos, em Belgrado.

## Premiações
Em 2012 foi agraciado com o Prêmio Vilenica. Ele também recebeu os seguintes prêmios: Prêmio Ivo Andrić (1982), Prêmio Stanislav Vinaver (1993), Prêmio NIN (1996), Prêmio Biblioteca Nacional da Sérvia para best-seller (1996), Prêmio Balkanika Internacional (1996), Prêmio Bridge Berlin (1998), Prêmio Cidade de Belgrado (2005) e Prêmio Isidora Sekulić (2014).
Em 29 de julho de 2016, Albahari ficou em primeiro lugar no festival literário "Druga prikazna" ("Outra História") em Escópia, Macedônia.
Albahari contribuiu para a revista Geist.

## Trabalhos
Seus livros foram traduzidos para vários idiomas, algumas de suas obras são:
- Palavras são outra coisa (1996)
- Tsing (1997)
- Isca (2001)
- Gotz e Meyer (2003, Reino Unido) (2005, Estados Unidos)
- Homem de Neve (2005)
- Sanguessugas (2011)
- Globetrotter (2014)
- Aprendendo cirílico (2014)
- Checkpoint (2018)